# Liste der Kulturdenkmale in Ell (Luxemburg)
In der Liste der Kulturdenkmale in Ell sind alle Kulturdenkmale der luxemburgischen Gemeinde Ell aufgeführt (Stand: 15. Juli 2025).

## Kulturdenkmale nach Ortsteil

### Ell
| Bild | Bezeichnung | Lage                        | Beschreibung | Stufe | Eingetragen seit |
| ---- | ----------- | --------------------------- | ------------ | ----- | ---------------- |
|      | Schloss Ell | 15, Réidenerstrooss (Karte) |              | PCN   | 4. Dezember 2023 |

### Kleinelcherodt
| Bild           | Bezeichnung           | Lage                   | Beschreibung | Stufe | Eingetragen seit |
| -------------- | --------------------- | ---------------------- | ------------ | ----- | ---------------- |
| Weitere Bilder | Kreuzerhöhungskapelle | rue de Nothomb (Karte) |              | PCN   | 21. Juni 2017    |

### Niederkolpach
| Bild                 | Bezeichnung | Lage                         | Beschreibung | Stufe | Eingetragen seit |
| -------------------- | --- | ---------------------------- | ------------ | ----- | ---------------- |
| Weitere Bilder       | Ausstattung der Kirche St-André                                                                                               | Kierchestrooss (Karte)       |              | PCN   | 26. Juli 1990    |
| Weitere Bilder       | Kirche St-André | Kierchestrooss (Karte)       |              | PCN   | 5. Juli 1991     |
| Weitere Bilder       | Schloss Niederkolpach mit Nebengebäuden, Reitschule, Gärten, Parks, Wiesen und Wäldern, außerdem Möbel, Statuen und Denkmäler | Uewerpallenerstrooss (Karte) |              | PCN   | 14. Oktober 2002 |
| ehemaliges Pfarrhaus | ehemaliges Pfarrhaus | 2, rue de l’Église (Karte)   |              | PCN   | 27. März 2003    |

### Roodt
| Bild | Bezeichnung | Lage                 | Beschreibung | Stufe | Eingetragen seit |
| ---- | ----------- | -------------------- | ------------ | ----- | ---------------- |
|      | Wohnhaus    | 22, rue Hiel (Karte) |              | IS    | 10. Juli 2017    |

Legende: PCN – Immeubles et objets bénéficiant des effets de classement comme patrimoine culturel national; IS – Immeubles et objets inscrits à l’inventaire supplémentaire

## Quelle
- Liste des immeubles et objets beneficiant d’une protection nationales, Nationales Institut für das gebaute Erbe, Fassung vom 12. September 2022, S. 31 (PDF)

- Karte mit allen Koordinaten:
- OSM |
- WikiMap

Bad Mondorf |
Bartringen |
Bauschleiden |
Bech |
Beckerich |
Befort |
Berdorf |
Bettemburg |
Bettendorf |
Betzdorf |
Bissen |
Biwer |
Burscheid |
Bous-Waldbredimus |
Clerf |
Colmar-Berg |
Consdorf |
Contern |
Dalheim |
Diekirch |
Differdingen |
Dippach |
Düdelingen |
Echternach |
Ell |
Ernztalgemeinde |
Erpeldingen an der Sauer |
Esch an der Alzette |
Esch an der Sauer |
Ettelbrück |
Fels |
Feulen |
Fischbach |
Flaxweiler |
Frisingen |
Garnich |
Goesdorf |
Grevenmacher |
Grosbous-Wahl |
Habscht |
Heffingen |
Helperknapp |
Hesperingen |
Junglinster |
Käerjeng |
Kayl |
Kehlen |
Kiischpelt |
Koerich |
Kopstal |
Lenningen |
Leudelingen |
Lintgen |
Lorentzweiler |
Luxemburg |
Mamer |
Manternach |
Mersch |
Mertert |
Mertzig |
Monnerich |
Niederanven |
Nommern |
Parc Hosingen |
Petingen |
Préizerdaul |
Pütscheid |
Rambruch |
Reckingen/Mess |
Redingen/Attert |
Reisdorf |
Remich |
Roeser |
Rosport-Mompach |
Rümelingen |
Saeul |
Sandweiler |
Sassenheim |
Schengen |
Schieren |
Schifflingen |
Schüttringen |
Stadtbredimus |
Stauseegemeinde |
Steinfort |
Steinsel |
Strassen |
Tandel |
Ulflingen |
Useldingen |
Vianden |
Vichten |
Waldbillig |
Walferdingen |
Weiler zum Turm |
Weiswampach |
Wiltz |
Winseler |
Wintger |
Wormeldingen